# Hangu, Chongqing
Hangu (kinesiska: 含谷) är en köping i sydvästra Kina. Den ligger i stadsdistriktet Jiulongpo i storstadsområdet Chongqing, omkring 20 kilometer väster om det centrala stadsdistriktet Yuzhong. Antalet invånare är 37175. Befolkningen består av 17 017 kvinnor och 20 158 män. Barn under 15 år utgör 10,0 %, vuxna 15-64 år 83 %, och äldre över 65 år 6,0 %.